# Николай Бердяев
Николай Александрович Бердяев е руски философ и публицист. Заедно с Владимир Соловьов, Сергей Булгаков, Петър Струве, Семьон Франк, Павел Флоренски и др., Бердяев е една от водещите фигури на движението, сложило начало на т.нар. „Руски философско-религиозен ренесанс“.

## Биография
Роден е на 18 март 1874 г. в потомствено аристократично семейство в Обухов, Киевска губерния. Детството си прекарва в Киев самотен вкъщи, където библиотеката на баща му му позволява да чете широко различна литература. Още когато е само на четиринадесет години, той чете произведения на великите немски философи Хегел, Шопенхауер и Кант. По-късно получава военно образование в Киевския кадетски корпус.
През 1894 г. постъпва в Киевския университет, където записва естествени науки, но след първата година на следването си се прехвърля в юридическия факултет. За кратко се увлича по марксизма и се включва в социалдемократическото движение. През 1898 г. е арестуван при участие в студентска демонстрация и изключен от университета. Изпратен е за един месец в затвора, следва заточение. в Централна Русия – лека присъда в сравнение с наказанията, пред които са изправени много други революционери. В изгнание той написва първата си книга, която е подбудена от социалистическите идеи на марксизма към по-екзистенциален персонализъм.
В първите години на 20 век Бердяев вече окончателно се обръща към идеите на религиозната философия. Започват публицистичните му изяви.
През 1904 г. Бердяев се жени за Лидия Трушеф и двамата се преместват в Санкт Петербург, руската столица и център на интелектуална и революционна дейност. Там Бердяев участва пълноценно в интелектуалния и духовен дебат, като накрая се отклонява от радикалния марксизъм, за да насочи вниманието си към философията и религията. Въпреки че Бердяев е вярващ християнин, той често критикува институционалната църква. Всъщност заради една негова пламенна статия от 1913 г., която критикува Светия Синод на Руската православна църква, обвинен в богохулско престъпление, за което наказанието е било изгнание в Сибир за цял живот. Началото на Първата световна война и болшевишката революция обаче попречват на делото му да дойде в съда.
След революцията от 1905 г. Бердяев подлага на силна критика различните „леви“ и „десни“ радикални течения в Русия. Особено остър е към болшевизма, критика, която се засилва в по-късния му период. Специфично е отношението му към политическите събития. От една страна, той смята падането на монархията в Русия за закономерно и неизбежно, но от друга се придържа към монархически позиции.
След т. нар. „Октомврийска революция“, Бердяев, който принципно не е съгласен с тезите на болшевизма, развива усилена дейност – изнася публично лекции, става един от лидерите на Общоруския писателски съюз, на други обществени организации. Тази дейност се прекратява през 1922 г., когато болшевишкото правителство го гони от Русия заедно с над сто известни интелектуалци. Следващите две години прекарва в Берлин, вече известен като философ. В германската столица той завързва близко приятелство с Освалд Шпенглер, Макс Шелер, Херман фон Кайзерлинг.
Икономическите и политическите условия в Германия принуждават много от руските емигранти, включително Бердяев и съпругата му, да се преместят в Париж през 1923 г. Там той основава академия, където преподава, преподава и пише, докато работи за насърчаване на обмена на идеи с френската интелектуална общност. По време на германската окупация на Франция Бердяев продължава да пише. Много от книгите му са публикувани след войната, а други след смъртта му. В годините, прекарани във Франция, Бердяев написа петнадесет книги, включително и повечето от най-важните му творби. Той умира на бюрото си в дома си в Кламар, близо до Париж, на 24 март 1948 г.

## Философия
Бердяев не пише философски творби в строгия смисъл на думата. Неговото творчество като форма по-скоро може да бъде причислено към публицистиката, но поради дълбочината на разсъжденията е определяно като философско. Той не се и опитва да създаде строга и формулирана философска концепция, а по-скоро изказва мнението си по различни философски и политически теми. Може да се каже, че „философската система на Бердяев“ е по-скоро продукт на систематичния анализ, извършен от неговите последователи, отколкото следствие на някаква премислена авторска концепция.
Голяма част от произведенията са белязани от явна критика спрямо утвърдилия се в Русия болшевизъм, засягат социални проблеми, Бердяев очертава и виждането си за едно по-добре устроено общество. Философът не вижда изхода от съвременната му политическа криза нито в решенията, предлагани от модерната либерална демокрация, нито в острите мерки на социализма, нито в крайния десен консерватизъм, чието олицетворение за Бердяев е монархията. Той има за идеал общество, при което доминира духовното и божественото, но не олицетворявано от църковни или държавни йерарси.
Цялото творчество на автора е белязано от неприкрит руски патриотизъм и вярност към учението на Православната църква. Като основен акцент обаче е изведена идеята за „самопознанието“, в което Бердяев вижда единствения смисъл на което и да е познание и всъщност единственото възможно истинско познание. Тук неговите критици го упрекват, че разбира познанието като интровертна дейност. Самият той обаче не прави такова разграничение. Макар и да твърди, че познанието, което не „се е превъплътило“ в самопознание“, е безплодно усилие на ума, Бердяев не омаловажава познанието за външното, а го възприема като етап и материал по пътя към самопознанието. Характерно за творчеството му е пренебрежението към „сциентизма“, който противопоставя на духовното самопознание.

### Философия за свободата
Бердяев често се свързва с „християнски екзистенциализъм“. Въпреки че в младостта си възприема марксистката идеология, по-късно той я изоставя, защото води, според него, до тоталитаризъм, който ограничава свободата и намалява стойността на индивида. Вместо това той се връща към религиозната вяра на руското православно християнство, в което е издигнат. И все пак и тук той отхвърля по-авторитарните и догматични аспекти на учението. Всъщност, подобно на други екзистенциални мислители (или „философи на съществуването“), Бердяев е имал свобода да бъде от най-голямо значителните. Всъщност за него, дори повече от някои други екзистенциални мислители, свободата е основният термин в неговата философия. За него свободата е основната или крайната метафизична реалност. Преди всичко друго и като основа или „основание“ на всичко останало, първо съществува свободата. Свободата е „неоснователната земя“. Тя е „първият принцип“ на всичко (битие), но не като обяснителна причина за цялото същество (както в традиционната метафизика), а повече като краен източник, реалността, която човек открива, ако човек се потопи достатъчно дълбоко в самото съществуване. Така че, докато екзистенциализмът на Сартр провъзгласява, че „съществуването предшества същността“ (което означава, че преди нашите рационални обяснения има само грубо съществуване), провъзгласява Бердяев, "свободата предшества съществуването.”
За да разберем напълно идеята на Бердяев за свобода като крайна реалност, не трябва да бъркаме неговото понятие с традиционната идея за „свободна воля“. В традиционното разбиране свободата е просто способност на субект, който е в състояние (свободен) да избира между различни възможности, както между добро и лошо, така и между правилно и грешно. Но ако случаят е такъв, субектът като (морално) същество би дошъл на първо място, а свободата като сила или воля (т.е. „сила на волята“) ще дойде на второ място и ще произлезе от нея. Или, с други думи, съществуването (на агента или субекта) би предшествало свободата (силата за избор). Но в философията на Бердяев връзката е обърната. Свободата е самата основа или основание, не само на съществуването на индивидите, но и на цялото съществуване, т.е. на цялата вселена. Тук можем да видим влиянието на религията във философията на Бердяев и защо тя се нарича „религиозна философия“. Според Бердяев самата вселена и всичко в нея произтича от свободата, която Бог е създал. Без тази първична свобода (на Бога) нямаше да има нищо. В този случай „религията“ трябва да се разбира по-малко като система от доктринални убеждения и повече като свободен и творчески живот на духа.

### Философия за истината
Тъй като философията на Бердяев е била по същество духовна, той вярва, че за да се постигне крайната истина на тази реалност, човек трябва да го преживее лично. Поради тази причина той разграничава два вида истина: „обективна“ и „субективна“. Обективната истина е знанието, което постигаме чрез разума и неговата логика, концепции и идеи. Макар да вярва, че това знание е възможно и дори до известна степен „истинско“, знанието или истината, постигнато чрез разума, е фундаментално погрешно. Това е знание, което се опитва да контролира и стабилизира крайната реалност в „необходимите истини“. Този вид истина принадлежи на науката и технологията. Тя се стреми да познава необходимите истини на обективната реалност, за да я манипулира и доминира. Но тъй като крайната реалност, както серазбира е свободата, тя по дефиниция не е необходима, а свободна. Тъй като обективната причина винаги търси това, което е задължително вярно, тя не може да схване тази крайна и по-фундаментална истина за реалността.
Тогава свободата може да бъде постигната само субективно. Само във вътрешните дълбини на едно същество човек може да открие своята истина. Отново, разумът винаги се отделя от реалността, която трябва да бъде позната, за да я обективизира. Но за да схване свободата, човек трябва да се движи точно в обратната посока. Човек трябва да го ангажира в цялото си същество. По този начин човек участва в самата тайна на съществуването, „познавайки“ не чрез случайни обяснения на концептуалния разум, а в неговите вътрешни дълбочини. Поради тази причина Бердяев твърди, че „обективната реалност“ всъщност не съществува; това е просто „илюзия на нашите умове“, защото това, което наистина съществува, е нашата обективизация на реалността. Или с други думи, „обективната реалност“ е това, което създаваме.

### Философия за креативност
Така от тези представи за свобода и субективност Бердяев развива своето разбиране за истината като творчество. Приемайки свободата в сърцето на съществуването, ние ставаме свободни да създаваме, както Бог създава, тоест, „от нищо“. Тук Бердяев флиртува с отстъпничеството (поне по отношение на християнството), като твърди, че хората също могат да създават ex nihilo ((навън) от нищо). Това, което той има предвид, обаче е, че въпреки че ние като хора трябва да използваме определени материали в каквото и да създаваме, ние не само преправяме или имитираме нещо, което вече сме направили, но буквално внасяме нещо съвсем ново или оригинално в света. Нещо повече, Бердяев не само ограничава идеята си за творение до изкуството, но го отваря за всички измерения на човешкото съществуване. В нашите мисли, нашите действия, нашите взаимоотношения можем да прегърнем свободата, която е в основата на съществуването и по този начин създаваме нещо ново. Всъщност, когато духовната реалност, която е създадена, се актуализира в някаква външна или материална форма (например в произведения на изкуството), тя всъщност губи част от своята духовна сила или енергия. Истината на тази динамична енергия на духа наистина е само „позната“ вътрешно.

### Философски персонализъм
Като се има предвид разграничението на Бердяев между истината, позната само с разума, и истината за духа, обхванат от вътрешността на цялото ни същество, можем да видим защо той критикува рационализма на Декарт и Кант за това, че е прекалено безжизнен или „безкръвен“. Битието трябва да обхване тази реална свобода, тогава емоциите и страстите също са включени. Акцентът на Бердяев върху субективността на индивида, за разлика от обективността на чистия разум, доведе до критикуването на философията му като твърде индивидуалистична. Бердяев обаче предпочита термина „личност“ и твърди, че във всички философии личността на философа е очевидна, дори когато толкова много философи правят всичко възможно, за да я скрият зад логическите си аргументи. За разлика от това, Бердяев настоява, че творчеството на човека не трябва да бъде задушавано, а да му се даде свобода. Нещо повече, той не възприема философския си персонализъм като индивидуалистичен в смисъл да бъде самозатворен. Вместо това, в сърцето си, човешката личност е обществена и така, при възприемането на свободата на съществуване, човек не е свободен да избира каквото си иска, а по-скоро създава нови неща заедно с и за другите. По този начин човек помага за трансформиране или пресъздаване на света, себе си и другите.